# أم التوت
أم التوت هي قرية صغيرة من قرى الضفة الغربية والتي أخذت اسمها من أشجار توت زرعت فيها تاريخياً وتتبع محافظة جنين، ومن القرى التي وقعت في حرب 1967، وتظهر منها بوضوح مدينة العفولة والناصرة والمثلث الشمالي، ترتفع 330 متراً عن سطح البحر. تبلغ مساحة أراضيها (4876) دونماً، وتعتبر كرابع محمية بالضفة وتمتاز بتنوعها الجغرافي والغطاء النباتي فيها.

## التسمية
اسم القرية مشتق من الجذر السرياني حيث كان اللفظ أم يعني الذات، فتكون المنطقة ذات التوت ويعتقد ان أشجار التوت كانت تزرع بكثرة في المنطقة قديماً. سميت أيضاً بمحمية المرج.

## الموقع
توجد أم التوت إلى الجنوب الشرقي من مدينة جنين، ويقع جزء منها ضمن امتداد سهل مرج ابن عامر الشهير بخصوبته، وتبعد عن المدينة 7كم، يصلها طريق محلي معبد يربطها بالطريق الرئيسي طوله 7.5كم.
تتوسط أم التوت قرى وبلدان عديدة منها قرية دير أبو ضعيف شمالاً إلى الشمال الشرقي، وقرية جلقموس شرقاً، وقرية الزبابدة جنوباً إلى الجنوب الشرقي والغربي، و قباطية من الجنوب الغربي، وقرية خربة سبعين غرباً، وقرية وادي الضبع من الشمال الغربي، ويحيط بها أراضي تلفيت ودير أبو ضعيف.

## السكان
أشهر العائلات الموجودة في أم التوت: عائلة العلاونة، وعائلة الزكارنة، وعائلة كميل. ويعمل سكانها بالزراعة ويهتمون بالثروة الحيوانية وكذلك التجارة.
قُدّر عدد سكانها عام 1922 بحوالي (94) نسمة وفي عام 1945حوالي (170) نسمة، وفي عام 1967 حوالي (90) نسمة وعام 1987 حوالي (493) نسمة، وفي عام 1997 بلغوا (748) نسمة. ويبلغ التعداد الحالي لسكان القرية (1338) نسمة عام (2023).

## تنوعها البيئي
تضم أم التوت مجموعة من النباتات وأهمها: الذرو، والخروب، والبلوط، والزعرور، والبطم، وكلها نباتات شبه شجرية يبلغ ارتفاعها من مترين إلى ثلاثة أمتار.
تمتاز أم التوت أيضا باعتبارها مراحاً لاستقبال الطيور المهاجرة خلال الهجرتين الخريفية والربيعية، مثل طير أبو الحنا، والصرد، والحدأة، إضافة إلى طيور الحجل المقيمة في المنطقة، وتحتوي أيضاً على أصناف من القوارض والحيوانات كالوبر الصخري، والخنزير البري، والثعلب الأحمر المتواجد بأعداد أكبر من المناطق الأخرى. وتُعتبَر أم التوت منطقة مهمة جداً للرعي نظرا لكثافة غطائها النباتي، وبسبب أعداد الماشية الكبيرة الموجودة في التجمعات السكانية المحيطة، وهذا يتطلب استخداماً مسؤولا من شأنه الحفاظ على تنوع المنطقة وغطائها الحيوي، وتحتوي المحمية أيضًا على موئل للحيوانات البرية كالثعلب، وابن آوي، والضباع، والفئران، والأرانب، والأفاعي، والقنافذ، والسحالي، والجرذان، والخفافيش، والنيص، والبريصعة، والحرباء، والسلاحف، والضفادع، والعقارب، والعناكب، وأنواع عديدة من الطيور، مثل: الحمام، واليمام، والغربان، والشنار، والبلبل، والقنبرة، والهدهد، والصقر، والنعار، والقيق (أبو زريق)، وأبو قلنسوة، وغيرها من الطيور بالإضافة إلى العديد من الفقاريات، منها: العقارب، والعناكب، والفراش، والخنافس، والصراصير، والذباب، والقواقع، وغيرها من الحشرات والديدان والأحياء الحيوانية.

## المواقع والمعالم الأثرية
تحتوي أم التوت على محمية أم التوت وهي لوحة بيئية وغابة تحتضن الخروب والسريس. يوجد فيها العديد من المواقع والمعالم الأثرية، منها: الآبار القديمة لتجميع مياه الأمطار، وجدران بيوت سكنية من عصور مختلفة، ومقابر منحوتة في الصخر لدفن الموتى مع مرفقاتهم الجنائزية، وشأنها شأن القرى الأخرى، توجد فيها المقامات كمقام أبو القناطير بقبة مدهونة باللون الأخضر، والمغارة القديمة المشهورة في القرية، بالإضافة إلى معاصر الزيتون التقليدية المحفورة في الصخر الطبيعي. وإذا مر الزائر بالبلدة القديمة سيرى تجلي البناء الفلسطيني المتأثر بالطراز المملوكي، وآثار العقود القديمة المتميزة بالأقواس. يوجد في المحمية أيضاً مسار ام التوت الموجود على شكل حذوة فرس، على بعد حوالي 7 كم جنوب شرق مدينة جنين.
تشتهر القرية بموسم «الفريكة»، إذ يزرع في سهولها القمح وتنتشر في موسمها رائحة حرق سنابل القمح (السبل) في شهر نيسان الربيعي، وفيه وفي شهر أيار تكثر البيادر لدرس الحبوب.

## وصلات خارجية
- فلسطين في الذاكرة/ أم التوت